# Radha
Radha (IAST: Rādhā), còn gọi là Radhika, Radharani và Radhe, là nữ thần Ấn Độ giáo phổ biến truyền thống Vaishnavism. Bà là một cô gái vắt sữa (gopi), người yêu của thần Hindu Krishna trong các kinh văn thời Trung cổ. Bà cũng là một phần của Shaktism – truyền thống nữ thần Hindu, và được xem là một hóa thân của Lakshmi.
Radha được tôn thờ ở một số vùng của Ấn Độ, đặc biệt tại Vaishnavas ở Tây Bengal, Assam, Manipur và Odisha. Ở những nơi khác, bà được tôn kính trong Nimbarka Sampradaya và các phong trào liên quan đến Chaitanya Mahaprabhu và Chandidas.
Radha được xem là một phép ẩn dụ cho linh hồn, khao khát của bà dành cho Krishna theo thần học được xem như là biểu tượng cho sự khao khát tâm linh và thiêng liêng. Bà đã truyền cảm hứng cho nhiều tác phẩm văn học và điệu nhảy Rasa lila của bà với Krishna đã truyền cảm hứng cho nhiều loại hình nghệ thuật biểu diễn cho đến ngày nay.